# Cataetyx alleni
La brótola de Allen (Cataetyx alleni) es una especie de pez marino actinopterigio.

## Morfología
Tiene una longitud máxima descrita es de 12 cm. Es una especie vivípara.

## Distribución y hábitat
Es una especie marina batipelágica de aguas profundas, de comportamiento demersal, que habita en un rango de profundidad entre 480 y 1.000 metros.
Se distribuye por la costa este del océano Atlántico desde Francia hasta Portugal, así como la mitad occidental del mar Mediterráneo. En su área de distribución es una especie abundante, que se alimenta de poliquetos y crustáceos bentónicos.